# Arcidiecéze Newark
Arcidiecéze Newark (latinsky Archidioecesis Novarcensis) je římskokatolická arcidiecéze na části území severoamerického státu New Jersey se sídlem ve městě Newark a s katedrálou Srdce Páně v Newarku. Jejím současným arcibiskupem je kardinál Joseph William Tobin.

## Stručná historie
Biskupství v Newarku vzniklo v roce 1853, roku 1937 bylo povýšeno na metropolitní arcibiskupství.

## Církevní provincie

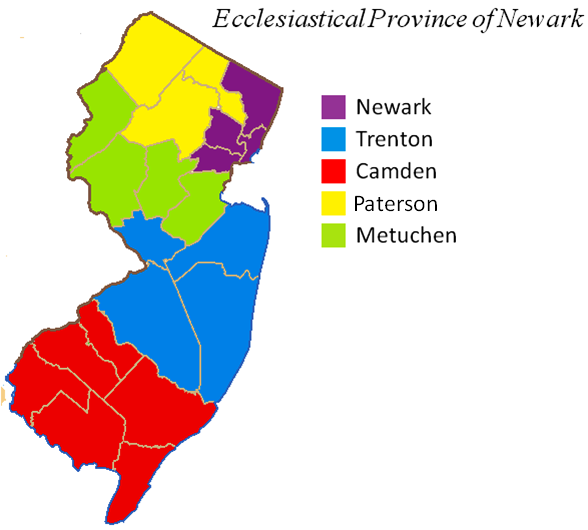
Mapa církevní provincie Newark

Jde o metropolitní arcidiecézi, která zahrnuje území státu New Jersey a jíž jsou podřízena tato sufragánní biskupství:
- diecéze camdenská
- diecéze metuchenská
- diecéze patersonská
- diecéze trentonská.